# Petr Pravec
Petr Pravec (Třinec, 17 septembre 1967 - ) est un astronome tchèque. D'après le Centre des planètes mineures, il a découvert 351 astéroïdes numérotés entre 1994 et 2002, dont 229 avec un co-découvreur. L'astéroïde (4790) Petrpravec porte son nom.